# Lillsjön (Västra Husby socken, Östergötland)
Lillsjön är en sjö i Söderköpings kommun i Östergötland och ingår i Söderköpingsåns huvudavrinningsområde. Sjön har en area på 0,124 kvadratkilometer och ligger 54 meter över havet.

## Delavrinningsområde
Lillsjön ingår i det delavrinningsområde (648435-152432) som SMHI kallar för Mynnar i Storån. Medelhöjden är 44 meter över havet och ytan är 18,81 kvadratkilometer. Räknas de 5 avrinningsområdena uppströms in blir den ackumulerade arean 112,41 kvadratkilometer. Lillån som avvattnar avrinningsområdet har biflödesordning 3, vilket innebär att vattnet flödar genom totalt 3 vattendrag innan det når havet efter 10 kilometer. Avrinningsområdet består mestadels av skog (17 procent), öppen mark (19 procent) och jordbruk (60 procent). Avrinningsområdet har 0,12 kvadratkilometer vattenytor vilket ger det en sjöprocent på 0,6 procent. Bebyggelsen i området täcker en yta av 0,42 kvadratkilometer eller 2 procent av avrinningsområdet.